# Szanaai csata
A szanaai csata Jemen fővárosában Szanaában 2014. szeptember 16. és 21. között zajlott, a lázadó hútik (síita szeparatista felkelők) és a jemeni kormányhoz hű erők között. 
2014-ben a hútik előretörését jelezte, hogy képesek voltak elérni a fővárost és egyben ez a több hónapig tartó puccs kezdetét is jelentette. A harcok szeptember 9-én törtek ki, mikor Abdul Malik al-Húthi vezetésével síita tüntetők bevonultak a kabinet irodáiba és a biztonságiakkal folyt tűzharcban heten életüket vesztették. Az összecsapások tovább fokozódtak a hútik és a keményvonalas szunnita iszlamista Iszlah párt támogatói között, mikor a lázadók megpróbálták elfoglalni a Jemeni TV-t.
Szeptember 19-én Szanaa északi részén a hútik és a katonaság, valamint a rendfenntartók közötti összecsapásban több mint 60 ember halt meg. A hútik szeptember 21-re elfoglalták a kormány központját és ezzel Szanaa gyakorlatilag az ellenőrzésük alá került.

## Előzmények
A nagyhalmű törzsi vezetőhöz, az északi Szaada kormányzóságból származó Abdul-Malik al-Houthihoz hű síita iszlamista zaidisták 2011-ben és 2012-ben részt vettek a jemeni forradalomban. A hútik azonban a szunnita többségű Jemenben az iszlamistákkal is összetűzésbe kerültek. Szórványos bár néha heves csaták alakultak ki az északi Dammádzs falunál és a környékbeli más kormányzóságokban. 2014. januárban a jemeni kormány elkezdte kimenekíteni Szada kormányzóságból a szalafista harcosokat. Így a területet a hútik kezére jutott. A síita felkelők tovább nyomultak, és az Iszlah Párthoz hű törzsekkel valamint az Ali Mohsen al-Ahmar tábornokhoz hű katonákkal vívott véres csata után elfoglalták 'Amrant, júliusra pedig Szaana kormányzóságba is behatoltak.
Augusztustól a hútik tömegtüntetéseket szerveztek Szanaába, melynek hatására Hádi elnök visszavett az olajár-támogatások csökkentéséből, és követelték a kormány lemondását is. A csoport képviselői a kormánnyal is találkoztak, hogy kezeljék a kialakult patthelyzetet, de a hútik a kormány megoldási javaslatát nem fogadták el.
Szeptember 9-n a Szanaa északi részén tüntető hútikra rálőttek a biztonságiak, az összetűzésnek hét halálos áldozata lett.

## A csata

### A hútik lerohanták Szanaát
Szeptember 16-án több napig tartó harc robbant ki Szanaa északi részén a hútik és a hadsereg között.
Szeptember 18-án Szanaa északi kerületében, a jemeni állami TV székháza környékén zajló harcokban 40 ember esett el. A hútik és az Iszlah nehézfegyverezettel is rendelkező támogatói a környéken mindenfelé tűzharcot vívtak egymással. Ezen felül a jelentések szerint a hútik megtámadtak egy katonai bázist, ahol tovább súlyosbították a kialakult helyzetet. A Szanaai Nemzetközi Repülőtérre érkező és onnan induló járatokat is felfüggesztették.
A hútik szeptember 19-én pirkadatkor megtámadták Szanaát, rakétákkal lőtték a televízió székházát, és mind a kormány, mind a szunniták fegyvereseivel felvették a harcot. Az Imán Egyetemre rálátó Saddeq-hegyet és Ali Mohsen al-Ahmar tábornok főhadiszállását elfoglalták. Katonai repülőgépekre is tüzeltek, bár azt nem lehet tudni, hogy sikerült-e őket leszállásra kényszeríteni. Szeptember 19-én az összecsapásokban 60-nál is többen estek el. Abd Rabbuh Manszúr al-Hádi elnök találkozott a G10 nagyköveteivel, ahol a hútik cselekedeteit kormánya elleni „puccskísérletnek” nevezte. Mindeközben Jamal Benomar, az ENSZ küldötte a harcok mihamarabbi békés befejezését sürgette.

### A kormány megbuktatása
Szeptember 20-án, a hútik tovább nyomultak Szanaa belsejébe, a Jemeni TV épülete továbbra is égett. Este Benomar bejelentett egy megállapodást, mely véget vethet a válságnak.
Szeptember 21-én a hútik bejelentették, hogy Szanaa már az ő ellenőrzésük alatt van, előtte elfoglalták a miniszterelnök irodáját, az állami televízió épületét és a hadsereg központját. Ahmar fegyveresei a jelentések szerint a csata végén megadták magukat a hútiknak, de a hírek szerint a tábornok elmenekült. A felkelők a kormánnyal megállapodást kötöttek, melyben Muhammad Bászindava miniszterelnök lemondott a hatalmáról. A szerződéshez akartak egy kiegészítést is tenni, mely szerint a hútik átadják a területek feletti ellenőrzést a biztonsági erőknek, és visszaadják a korábban zsákmányolt fegyvereiket. Ebbe viszont a hútik nem mentek bele. Hádi ennek ellenére azonnali tűzszünetet hirdetett, és mindkét felet a szerződés betartására szólította fel. Bászindava kritizálta Hádit a lemondás miatt, szerinte autokratikus eszközökkel zárta őt ki a politikából, kormányát pedig az egyre romló jemeni biztonsági helyzet miatt árnyékkormányként tovább működtette.
Szanaa pár nap alatt a hútik kezébe került. Több arab híradás szerint ez „sokkoló” volt és szerintük ez az ország történetének egyik nagy fordulópontja.

## Következmények
A hútik elfoglalták a fővárost és erővel kényszerítették a kormányt a hatalom átadására, elérték Bászindava lemondását és azt, hogy az üzemanyagok árába nagyobb támogatást építsenek bele, javaslatot tettek egy egységkormány megalakítására, mégsem tekintették puccsnak a történteket. A kormány felszólította őket, hogy a fegyvereiket adják át, de a város kulcsfontosságú pontjai az ő kezükben voltak. Októberben, mikor Hádi Bászindava helyére Ahmed Awad bin Mubarakot akarták miniszterelnöknek kinevezni, a hútik megvétózták a választást.
Az al-Dzsazíra később azt állította, olyan felvétel került a birtokába, melyen Ali Abdullah Száleh volt elnök és a húti vezetők beszéde alapján arra lehet következtetni, hogy Száleh segítette a hútik szanaai hatalomra jutását. Pártja, az Általános Népi Kongresszus novemberben csatlakozott a hútik 11 órás bojkottjához, mellyel a Hádi és Háled Báháh vezette kormány ellen tüntettek.
A hútik továbbra is nyomást gyakoroltak az egyre gyengülő egységkormányra. 2015. januárban bin Mubarakot több napra elrabolták. Ezzel azt akarták elérni, hogy a készülő alkotmánytervezetbe kerüljenek be az ő követeléseik. Szándékuk alátámasztására rakétákat lőttek ki a rezidenciájára, január 20-án pedig a palotát is elfoglalták, Ezek után Hádinak, Báhának és a kormánynak sem volt más választása, le kellett mondaniuk. A hútik ellenőrizték a Képviselőházat, melyet ezután feloszlattak, februárban pedig az ország vezetésére létrehozták a Forradalmi Bizottságot.